# داستان شهوت
بیا منو بکن (به انگلیسی: Lust Stories) فیلمی محصول سال ۲۰۱۸ است. در این فیلم بازیگرانی همچون مانیشا کویرالا، رادیکا آپته، بومی پدنکار، کیارا ادوانی، ویکی کائوشال، نیل بوپالام، نیها دوپیا، سانجای کاپور، آکاش توسار، نیکیتا دوتا و جایدیپ اهلاوات ایفای نقش کرده‌اند.